# Dorothy Kay
Dorothy Moss Kay, geb. Elvery (* 1886 in Greystones, County Wicklow, Irland; † 13. Mai 1964 in Port Elizabeth) war eine in Irland geborene südafrikanische Künstlerin, die als eine der führenden Malerinnen und Porträtistinnen Südafrikas im 20. Jahrhundert gilt.

## Leben
Die in Irland geborene und als Malerin ausgebildete Dorothy Kay gehörte zur Familie Elvery, von der eines ihrer berühmtesten Gruppenporträts (1938) stammt, das sich heute in der Sammlung der Iziko South African National Gallery befindet. Ihre Schwester Beatrice, Lady Glenavy (1881–1970), war eine Malerin, Glasmalerin und Mitarbeiterin von William Orpen. Dorothy Elvery kam 1910 nach Südafrika, wo sie Dr. Hobart Kay heiratete. 1916 ließen sich die Kays in Port Elizabeth nieder, wo Dorothy Kay sofort eine führende Rolle in der Kunstszene einnahm. Sie war Gründungsmitglied der Eastern Province Society of Arts and Crafts (EPSAC). Dorothy Kay, durch Ausbildung und Temperament eine Akademikerin, stand der modernen Malerei sehr skeptisch gegenüber und war dafür bekannt, das Werk von Irma Stern zu kritisieren. 1924 wurde sie zum Mitglied der Royal British & Colonial Society of Artists gewählt. In den Jahren 1929 und 1934 wurden ihre Grafiken in die Publikation Fine prints of the year aufgenommen.
Der Kauf ihrer Radierung Romance durch Queen Mary auf der Dominion Artists' Exhibition in London war der Beginn ihrer langen Karriere als Illustratorin für die Zeitschrift Outspan. Dorothy Kay reiste viel durch Südafrika und nach Übersee, immer mit einem Skizzenbuch bewaffnet. Sie malte zahlreiche Auftragsporträts von Bürgermeistern in Port Elizabeth. Viele dieser Porträts fielen dem Brand zum Opfer, der 1977 das Rathaus zerstörte. 1940 wurde sie von der Unionsregierung als Kriegskünstlerin angestellt, was zur Aufnahme ihrer Werke in die Sammlung des South African National War Museum führte. 1957 wurden zwei ihrer Gemälde, Annie Mavata und Rom, Selbstbildnis, auf der Ausstellung Portrait of a woman by a woman in Sydney, mit hohen Auszeichnungen bedacht.
Dorothy Kay hatte vier Kinder; drei Töchter und einen Sohn. Ihre Tochter Joan Wright (1911–1991) unterrichtete Malerei an der Port Elizabeth Technical College School of Art and Design. Eine weitere Tochter, Marjorie Reynolds, übernahm die Rolle der Hagiografin ihrer verstorbenen Mutter, veröffentlichte zwei Bücher mit ihren Memoiren und vermachte 1992 ihre gesamte persönliche Sammlung von Gemälden, Zeichnungen, Drucken und Archivmaterial als „The Kay Bequest“ der Iziko South African National Gallery.

## Werk
Dorothy Kay war bekannt für ihre realistischen und präzisen Porträts und Darstellungen von Arbeitsszenen wie Surgery (1937), das eine Operationsszene mit medizinischem Personal und technischer Ausrüstung im Detail zeigt. Dieses Werk, das heute noch in der Universität von Kapstadt zu sehen ist, zeigt ihr Talent für sorgfältige und einfühlsame Darstellungen sowohl menschlicher als auch mechanischer Details.
Ein weiteres bekanntes Werk ist Cookie, Annie Mavata (1956), das Porträt ihrer Haushälterin Annie Mavata, das in späteren Ausstellungen immer wieder als Beispiel für Dorothy Kays Fähigkeit zur Charakterdarstellung gezeigt wurde. Neben ihren Porträts ist Kay auch für ihre detailreichen Radierungen und Illustrationen bekannt. Ihr Werk zeichnet sich durch einen klaren, realistischen Stil aus.